# Portugisiska Macao
Portugisiska Macao (portugisiska: Macau Portuguesa) var en portugisisk besittning åren 1537–1999. Macao var européernas både första och sista besittning i Kina. Portugisiska handelsmän bosatte sig här under 1500-talet. 1537 började Kina hyra ut Macao till Portugal, som en viktig handelshamn. 1887 blev Macao en del av det portugisiska imperiet. 
Efter Nejlikerevolutionen normaliserades de diplomatiska relationerna mellan Portugal och Kina. I enlighet med en hemlig överenskommelse från 1979 kom de bägge länderna överens om att definiera Macao som ett kinesiskt territorium under portugisisk förvaltning. Denna status bekräftades senare i den gemensamma kinesisk-portugisiska deklarationen från 1987.
Den 20 december 1999 lämnade Portugal slutligen tillbaka Macao till Kina. 
Kineserna och portugiserna enades om att de 50 första åren, fram till 2049, skulle Macao få förbli ett autonomt område.

### Fotnoter
1. ↑  Bong Yin Fung (1999) (på Kinesiska). Macau: a General Introduction. Joint Publishing (H.K.) Co. Ltd. ISBN 962-04-1642-2
2. ↑  ”Macau and the end of empire”. BBC News Online. 18 december 1999. http://news.bbc.co.uk/1/hi/world/asia-pacific/566301.stm. Läst 7 januari 2008.
3. ↑  Chan, Ming K. (2003). Different  Roads  to  Home:  the retrocession  of  Hong  Kong  and Macau  to  Chinese  sovereignty, s. 498.
4. ↑  ”Content of Basic Law of Macau”. Macaos universitet. Arkiverad från originalet den 30 oktober 2007. https://web.archive.org/web/20071030094729/http://www.umac.mo/basiclaw/english/main.html. Läst 7 januari 2008.